# Heinrich von Kozierowski

Heinrich von Kozierowski, vor 1934

Heinrich Georg Hubertus von Dolega-Kozierowski (* 18. Dezember 1889 in St. Georgsberg bei Ratzeburg; † 15. April 1967 in Hamburg) war ein deutscher Politiker (NSDAP).

## Leben
Heinrich von Kozierowski war ein Sohn des preußischen Landrats des Kreises Herzogtum Lauenburg, Oskar von Dolega-Kozierowski. Nach dem Besuch der Volksschule und von Gymnasien in Rendsburg und Itzehoe absolvierte Kozierowski landwirtschaftliche Lehrjahre in Schleswig-Holstein, Hannover und im Königreich Sachsen. Von 1911 bis 1912 gehörte er der Preußischen Armee als Einjährig-Freiwilliger im Thüringischen Ulanen-Regiment Nr. 6 an.
Vom Beginn des Ersten Weltkriegs kämpfte Kozierowski bis 1916 im Reserve-Ulanen-Regiment Nr. 5 an der Westfront und anschließend bis 1917 als Kompanieführer im Reserve-Infanterie-Regiment Nr. 17. Nach einer schweren Verwundung, die er sich bei Arras zugezogen hatte, kehrte er in die Heimat zurück.
In den Jahren 1918 bis 1931 arbeitete Kozierowski als Verwalter in Nienburg/Weser. Anschließend war er in den Jahren 1932 und 1933 als Angestellter bei der Niedersächsischen Tageszeitung in Hannover tätig.
Nachdem Kozierowski sich bereits seit 1923 in der „Völkischen Freiheitsbewegung“ betätigt hatte, trat er zum 20. Oktober 1925 in die NSDAP ein (Mitgliedsnummer 21.203). Im November 1933 wurde Kozierowski Mitglied des nationalsozialistischen Reichstages, dem er als Abgeordneter des Wahlkreises 16 (Südhannover-Braunschweig) bis zum Ende der NS-Herrschaft im Frühjahr 1945 angehörte. In der Schutzstaffel trat er anhand der Mitglieds-Nummer 48080 vor 1933 bei, wurde 1934 Sturmführer (später Untersturmführer genannt; siehe Bildnis). Weitere Beförderungen erfolgten jährlich. 
Von 1937 bis zum April 1940 amtierte Kozierowski als Polizeipräsident von Wilhelmshaven. Anschließend bekleidete er knapp fünf Jahre lang, bis zum Kriegsende 1945, dasselbe Amt in Potsdam, wo er das Landhaus Rubinski bewohnte, eine enteignete jüdische Villa in der Seestraße 45 in der Berliner Vorstadt von Potsdam. Ebenfalls seit 1940 gehörte Kozierowski dem Volksgerichtshof als Beisitzer an. In der SS erreichte Kozierowski 1937 den Rang eines Obersturmbannführers.
Die Staatsanwaltschaft Hamburg führte ab 1966 ein Verfahren gegen ihn als Angeklagten wegen der Ermordung von Juden im Potsdamer Gestapogefängnis.